# قاعة تشانغ كاي شيك التذكارية
قاعة تشانغ كاي شيك التذكارية الوطنية (بالصينية: 中正紀念堂). هو نصب تذكاري وطني، ومعلم سياحي أقيم في ذكرى تشيانغ كاي تشيك، الرئيس السابق لجمهورية الصين وقائدها العسكري. ويقع في منطقة تايبيه، تايوان، والذي تم إنشاؤها بين الأعوام 1976 و 1980.

## الوصف
القاعة التذكارية بيضاء من أربعة جوانب. والسقف أزرق ومثماني الشكل، وهو الشكل الذي يمثل رمزية الرقم ثمانية، وهو رقم يرتبط تقليديا في آسيا بالوفرة والحظ السعيد. ومجموعتان من السلالم البيضاء، كل واحدة منها بـ89 درجة لتمثل عمر تشيانج في وقت وفاته، تؤدي إلى المدخل الرئيسي. يضم المستوى الأرضي من النصب التذكاري مكتبة ومتحفًا يوثق حياة تشيانغ كاي تشيك ومسيرتها المهنية ومعارضها المتعلقة بتاريخ الصين في حقبة جمهورية الصين وتاريخ وتطور تايوان. يحتوي المستوى العلوي على القاعة الرئيسية، حيث يوجد تمثال كبير لشيانج كاي تشيك، ، وحيث يتم تنظيم مراسم الحرس في فترات منتظمة.

تمثال تشيانغ كاي تشيك في الغرفة الرئيسية للقاعة التذكارية

## الإنشاء والإفتتاح
بعد وفاة شيانغ كاي شيك في 5-04-1975 تم تشكيل لجنة مختصة لبحث موضوع بناء قاعة تذكارية. قام بالتصميم يانغ شوشنغ (Yang Cho-cheng)، الذي فاز بالمناقصة المعمارية للبناء. تصميم البناء الذي اتبع يانغ يجمع بين العديد من التصماميم المعمارية الصينية التقليدية ويحاكي التصميم الذي اتبع بناء سون يات سون في إقليم نانجينغ بين الأعوام 1926 و 1929 والموجود اليوم في جمهورية الصين الشعبية. 

تم وضح حجر الأساس للقاعة في 31-10-1976 لتخليد شيانغ كاي شيك وهو ما يوافق يوم ميلاده التسعين. افتتحت البناية رسمياً في 05-04-1980 في تاريخ وفاته الخامس.

## الحديقة التذكارية
بناءً على تعليمات المصمم يانغ، تم بناء القاعة في شرق منتزه تشانغ كاي شيك (中正公園، بالأنجليزية: Chiang Kai-shek Park) وتم حجز مساحة قدرها 240.000 م.م في منطقة جونغجنغ (中正) قرب المكتب الرئاسي. بعد إعادة تسمية القاعة سُميت الحديقة بحديقة تايوان الديمقراطية (臺灣民主公園 ،Táiwān Mínzhǔ Gōngyuán ،Taiwan Democracy Park).

تم استعمال المكان في العديد من المرات لعمل تظاهرات طلابية مثل مظاهرة عام 1990 (野百合學運, Pinyin: Yěbǎihé Xuéyùn). أيضا استعمل المكان لاستقبال شخصيات أجنبية مهمة ونشر به البساط الأحمر. كما أن الحديقة هي مكان الاحتفال بعيد الفوانيس الشعبي، والذي يتم به جلب فوانيس ضخمة على شكل الحيوان الذي يعكس التاريخ الصيني الحالي لسنة الاحتفال. في الأيام العادية يمكن للناس إجراء بعض التمرينات والترفيهات مثل الرقص، والتايكواندو وغيره من الفنون القتالية، كما يقوم أيضا بعض الجنود بتمرينات والمراسم.

## وصلات خارجية
- National Chiang Kai-shek Memorial Hall official website
- National Theater and Concert Hall official website
- Taiwan Ministry of Culture official website نسخة محفوظة 7 أكتوبر 2019 على موقع واي باك مشين.
- Australian information page: Chiang Kai-shek Memorial